# 安芬擬金眼鯛
安芬擬金眼鯛（學名：P. affinis），又稱安芬單鰭魚，為輻鰭魚綱鱸形目鱸亞目擬金眼鯛科的其中一個種，分布於東印度洋澳大利亞南部海域，深度約30公尺，本魚體側扁呈卵形，尾柄細長，眼大，吻圓鈍，無脂性眼瞼，下頜稍突出，腹鰭較小，位於近胸處，背鰭硬棘5枚、背鰭軟條10-11枚、臀鰭硬棘3枚、臀鰭軟條38-42枚，體長可達15公分。主要棲息在岩礁及珊瑚礁區，屬夜行性魚類，白天躲藏於岩壁洞穴，屬肉食性，生活習性不明。